# Ambush
Ambush (с англ. — «Засада») — шведская хэви-метал-группа, образованная в 2013 году в городе Векшё.

## История
История группы начинается в середине 2013 года, когда пятеро друзей (Оскар, Олоф, Адам, Людвиг и Линус) с общим интересом к классическому хеви-металу 80-х годов. решили сформировать свою собственную группу, в рамках которой можно было бы реализовать свои творческие идеи.
Сочинив и записав 4 песни — «Ambush», «Fading to Black», «Master of Pain» и «Don't Shoot (Let 'Em Burn)», коллектив собственными силами выпускает свою дебютную запись на кассете. Она вышла 14 августа 2013 года и представляет собой демо-альбом из указанных песен. Песни представляют собой образец классического хеви-метала, исполненные как в медленном, так и в быстром темпе со «средне-высоким» вокалом.
В в марте следующего, 2014 года, группа выпускает свой первый мини-альбом с названием Natural Born Killers, содержащий всего 2 песни — одноименную «Natural Born Killers» и «Heading East». Альбом был выпущен в виде виниловой пластинке (тиражом в 500 экземпляров), а также в цифровом формате. Стилистика мини-альбома сравнивалась с такими коллективами, как Enforcer, Saxon, Portrait и Ram. Вскоре после этого релиза, 24 мая 2014 года состоялся выход дебютного полноформатного альбома коллектива, получившего положительные отзывы музыкальной прессы.
23 июня 2015 года был анонсирован новый студийный альбом коллектива под названием Desecrator. Релиз состоялся 30 октября  того же года. Альбом продолжает стилистику группы, начатую на ранних работах коллектива и укрепил позиции группы на поприще коллективов, отдающих дань классическому хеви-металу. На Desecrator было отмечено возросшее влияние американского хеви-метала, а именно таких групп, как Leatherwolf, Lizzy Borden и Keel. 13 марта 2020 года был выпущен третий студийный альбом группы Infidel.

## Дискография

### Студийные альбомы
- Firestorm (2014)
- Desecrator (2015)
- Infidel (2020)

### Мини-альбомы(EP)
- Natural Born Killers (2014)

### Синглы
- «Hellbiter» (2019)

### Демо
- Demokassett (2013)

## Участники

### Текущий состав
- Оскар Якобссон — вокал (2013–настоящее время)
- Олоф Энгквист — гитара (2013–настоящее время)
- Карл Доцек — гитара (2020–настоящее время)
- Людвиг Шёхельм — бас-гитара (2013–настоящее время)
- Линус Фритцсон — ударные (2013–настоящее время)

### Бывшие участники
- Адам Хагелин — гитара (2013–2020)